# Bantous
Pour les articles homonymes, voir Bantou (homonymie).

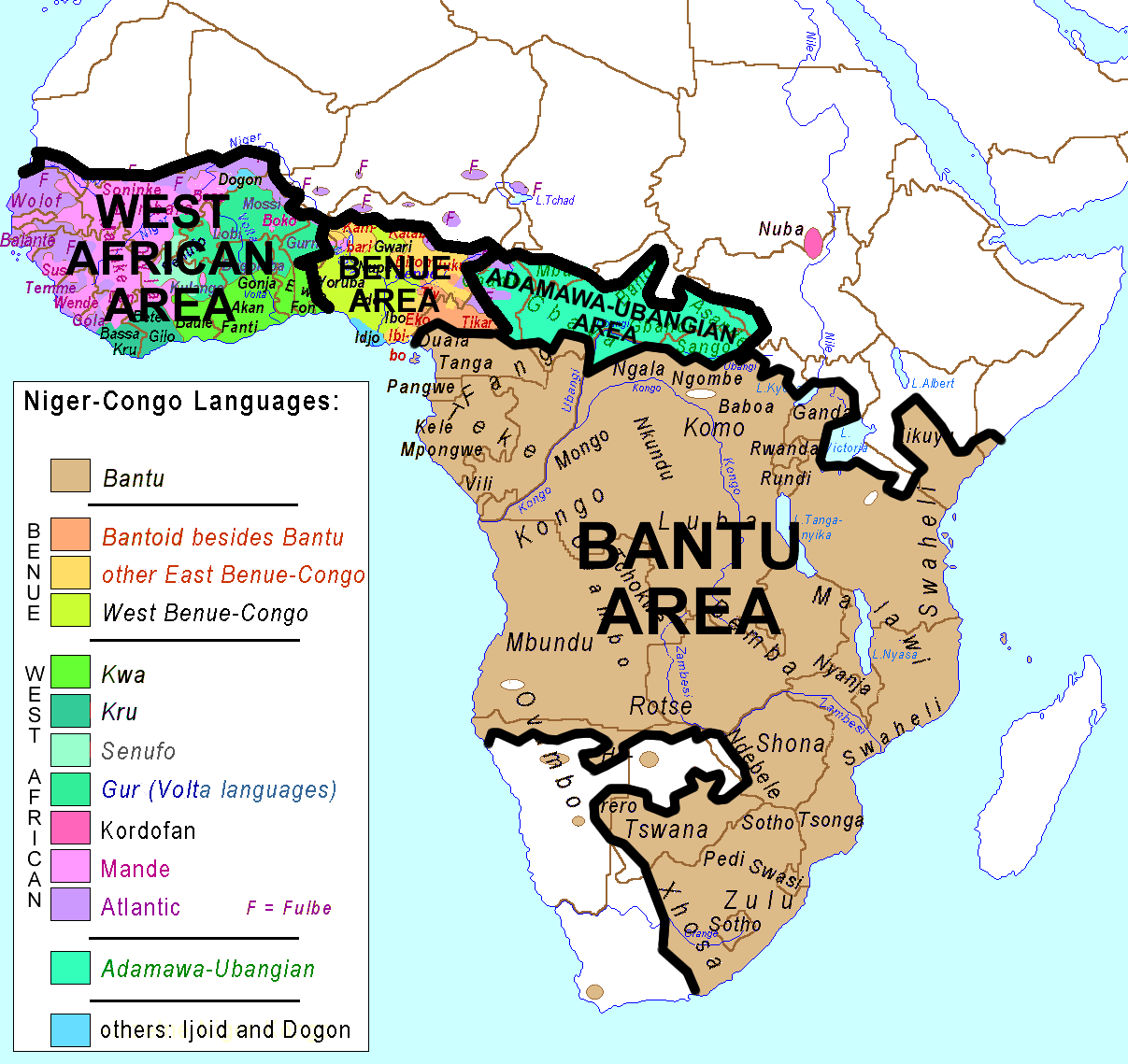
Répartition des langues bantoues (en brun) au sein des « langues Niger-Congo ».

On nomme « Bantu » (« bantu » signifie « humains » en kikongo), et Muntu en tshiluba, les locuteurs des langues bantoues (environ quatre cent cinquante langues) sur le continent africain. Ils sont répartis du Cameroun aux Comores et du Soudan à l’Afrique du Sud. La denominarion est faite par le colonisateur qui melange les 300 millions de Nigerians avec les 6 millions de bèninois pour les unifier en un seul groupe. Plutot approximatif... 
Le terme de « Bantu » est proposé par l'Allemand Bleek à la fin du xixe siècle.
Les groupes bantous ont des structures sociales et politiques différentes, leur seule caractéristique commune est linguistique avec l'utilisation d'un système de genre grammatical basé sur la classe et non le sexe[réf. nécessaire].
Selon Joseph Greenberg, les premiers locuteurs de ces langues auraient entrepris une expansion vers le sud et l'est du continent il y a 4 000 ans,  En agglomérant d'autres groupes linguistiques, ils ont parfois absorbé certains de leurs phonèmes, comme le clic caractéristique des langues khoïsan.

## Histoire

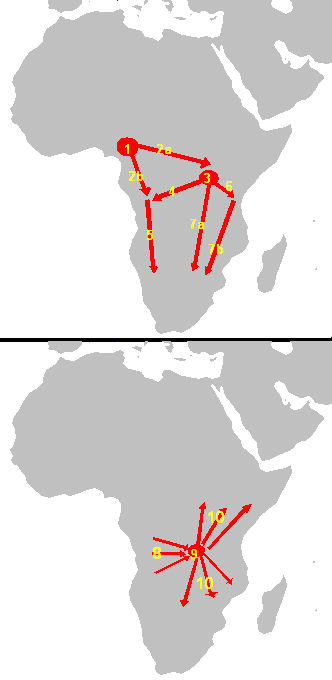
1 = 3 000–1 500 av. J.-C., origine
2 = env. 1 500 av. J.-C., premières migrations
2.a = Bantou oriental, 2.b = Bantou occidental
3 = 1 000—500 av. J.-C., Urewe, noyau du Bantou oriental
4–7 = avancée vers le sud
9 = 500 av. J.-C.—0, noyau Congo
10 = 0—1 000 ap. J.-C., dernière phase,,

L'histoire des locuteurs des langues bantoues a fait l'objet de nombreuses théories.
Le terme « bantu » est proposé par Bleek vers 1859. La première carte relative à la notion d'expansion bantoue date de 1886. Harry Johnston, qui établit la carte, évoque des migrations parties des grands lacs avec un foyer originel vers le Kongo .La preuve de l'existence d'une langue mère bantoue est apportée en 1907 par Carl Meinhof,.
Dans les années 1950, le linguiste Greenberg et l’anthropologue Murdock intègrent les langues bantoues dans l’ensemble dit Niger-Congo et fixent leur foyer dans la région du Kongo Dans les années 1960, l'archéologie de la métallurgie du fer tend à lier la dispersion des langues bantoues et celle de cette technologie. Cette proposition est diffusée en particulier par l'historien Roland Oliver, qui évoque une première diffusion depuis le Tchad-Benoué, puis un deuxième foyer vers le Katanga (République démocratique du Congo). L'utilisation de la métallurgie est ensuite détachée de la première dispersion.
Aujourd'hui, on parle plutôt de « micro-migrations », qui n'empêchent pas les continuités culturelles en particulier dans la culture matérielle. Pour Jan Vansina en 1995, il faut moins se représenter des remplacements de populations que des mélanges progressifs, des acculturations qui ont pris des siècles.
Selon l'hypothèse de Greenberg, à partir de leur foyer d'origine, situé aux confins du Kongo, les locuteurs des langues bantoues ont occupé progressivement leurs territoires actuels selon un processus qui a duré environ quatre mille ans. Ils commencent à étendre leur territoire vers la forêt équatoriale d'Afrique centrale entre 2000 et 1000 ans av. J.-C.. Entre 1000 et 500 av. J.-C., a lieu une deuxième phase d'expansion plus rapide vers l'est et enfin une troisième phase, entre 0 et 500 ap. J.-C., vers le sud de l'Afrique. À l'occasion de cette expansion, les locuteurs bantous se mêlent aux groupes autochtones et constituent de nouvelles sociétés. L'expansion bantoue s’est poursuivie jusqu'au xixe siècle, interrompue par la colonisation européenne.

## Caractéristiques linguistiques
Les langues, qui présentent de nombreuses similitudes, constituent l'élément linguistique commun de ces peuples.

## Organisation sociale et politique
Les peuples de langues bantoues des territoires de la savane, comme les Kongos, les Yakas, les Pendes, les Leles et les Kubas, s'appuient sur une filiation matrilinéaire ; d’autres sont patrilinéaires,. Les sociétés utilisant l’agriculture itinérante ont tendance à être à filiation matrilinéaire.
Pendant la période qui précède la colonisation européenne de l'Afrique subsaharienne, l'organisation sociale des Bantous est basée sur la famille, le lignage et les rôles genrés traditionnels. Pour les femmes, c’est la maternité qui constitue leur principal rôle familial. La fonction maternelle n’est cependant pas vue comme réductrice pour les femmes africaines, il s’agit plutôt d’un facteur de prestige. En effet, une femme qui donne naissance acquiert un statut social plus enviable, surtout si elle a des fils. La préférence des enfants mâles et le fait que, dans certaines sociétés, les enfants appartiennent au père témoignent toutefois d’une certaine suprématie de l’homme. Les mères sont également responsables de l’éducation des jeunes enfants, celle-ci se fait différemment selon le sexe. 
Dans les sociétés traditionnelles de l’espace bantou, les femmes sont également les principales responsables de la production alimentaire. L’agriculture est généralement au premier plan de l’économie et constitue la majeure partie de l’alimentation de la population; les femmes africaines jouent donc un rôle de grande importance dans la société. De façon générale, les femmes travaillent la terre sans la posséder; dans plusieurs sociétés, les femmes ont droit à l’usufruit des terres qu’elles cultivent, même si les terres appartiennent généralement à leur mari.